# 스페인 사람 목록
다음은 스페인인 목록이다.

## 배우
- 빅토리아 아브릴
- 헤오르히나 아모로스
- 엘레나 아나야
- 안토니오 반데라스
- 하비에르 바르뎀
- 필라르 바르뎀
- 암파로 바로
- 클라우디아 바솔스
- 아나 벨렌
- 아스트리드 베르제프리스베
- 후안 디에고 보토
- 마리오 카사스
- 인마 쿠에스타
- 마크 콘수엘로스
- 우르술라 코르베로
- 페넬로페 크루스
- 아나 데 아르마스
- 가비노 디에고
- 롤라 두에냐스
- 안드레아 두로
- 파울라 에체바리아
- 에스테르 엑스포시토
- 앙히 페르난데스
- 페르난도 페르난 고메스
- 알바 플로레스
- 엘레나 푸리아세
- 후안 루이스 게리아도
- 마카레나 가르시아
- 산초 그라시아
- 살마 아예크
- 추스 람프레아베
- 알프레도 란다
- 세르히 로페스
- 카르멘 마우라
- 조르디 모야
- 폴 나쉬
- 나와 님리
- 에두아르도 노리에가
- 엘사 파타키
- 마리아 페드라사
- 루시아 라모스
- 페르난도 레이
- 블랑카 로메로
- 사라 살라모
- 마리나 살라스
- 산티아고 세구라
- 블랑카 수아레스
- 루이스 토사르
- 마리아 발베르데
- 콘차 벨라스코
- 파스 베가
- 마리벨 베르두

## 미술가
- 다비드 아하
- 살바도르 달리
- 마리아노 포르투니 (화가)
- 안토니 가우디
- 프란시스코 고야
- 엘 그레코
- 후안 그리스
- 프란시스코 데 에레라
- 호안 미로
- 호세 데 리베라
- 바르톨로메 에스테반 무리요
- 카를로스 파체코
- 파블로 피카소
- 디에고 벨라스케스
- 프란시스코 데 수르바란

## 탐험가 및 콩키스타도르
- 후안 로드리게스 카브리요
- 프란시스코 바스케스 데 코로나도
- 에르난 코르테스
- 후안 세바스티안 엘카노
- 미겔 로페스 데 레가스피
- 바스코 누녜스 데 발보아
- 프란시스코 데 오레야나
- 프란시스코 피사로
- 후안 폰세 데 레온
- 에르난도 데 소토
- 페드로 데 발디비아
- 아마로 파고

## 영화 감독
- 페드로 알모도바르
- 알레한드로 아메나바르
- 몽소 아르멘다리스
- 후안 안토니오 바요나
- 이시아르 보야인
- 루이스 부뉴엘
- 이자벨 코셰트
- 빅토르 에리세
- 페르난도 페르난 고메스
- 알렉스 데 라 이글레시아
- 비가스 루나
- 아나 마리스칼
- 폴 나쉬
- 그라시아 퀘레헤타
- 카를로스 사우라
- 산티아고 세구라
- 다비드 트루에바

## 지도자 및 정치인

### 중세 조상
- 압드 알라흐만 3세
- 알폰소 10세

### 현대
- 이사벨 1세 (카스티야)
- 페란도 2세
- 카를 5세
- 펠리페 2세
- 펠리페 5세
- 카를로스 3세 (스페인)
- 페르난도 7세

### 동시대
- 안토니오 카노바스 델 카스티요
- 20~21세기
  - 마누엘 아사냐
  - 호세 마리아 아스나르
  - 주제프 보렐
  - 레오폴도 칼보소텔로
  - 부에나벤투라 두루티
  - 프란시스코 프랑코
  - 펠리페 곤살레스
  - 돌로레스 이바루리
  - 후안 카를로스 1세
  - 호세 안토니오 프리모 데 리베라
  - 마리아노 라호이
  - 아돌포 수아레스
  - 하비에르 솔라나
  - 펠리페 6세

## 작가
- 라파엘 알베르티
- 비센테 알레익산드레
- 피오 바로하
- 구스타보 아돌포 베케르
- 안토니오 부에로 바예호
- 페르난 카바예로
- 페드로 칼데론 데 라 바르카
- 카밀로 호세 셀라
- 미겔 데 세르반테스
- 호세 에체가라이
- 페데리코 가르시아 로르카
- 루이스 데 공고라
- 호르헤 기옌
- 후안 라몬 히메네스
- 십자가의 요한
- 카르멘 라포레
- 엘비라 린도
- 안토니오 마차도
- 살바도르 데 마다리아가
- 후안 마르세
- 베니토 페레스 갈도스
- 아르투로 페레스 레베르테
- 프란세스크 피 이 마르갈
- 프란시스코 데 케베도
- 미겔 데 우나무노
- 가르실라소 데 라 베가
- 잉카 가르실라소 데라베가
- 로페 데 베가

## 군사
- 페르난도 알바레스 데 톨레도 데 알바 공작
- 돈 후안 데 아우스트리아
- 로드리고 디아스 데 비바르
- 곤살로 페르난데스 데 코르도바
- 프란시스코 프랑코
- 알레산드로 파르네세 (파르마)
- 암브로시오 스피놀라 도리아

## 모델
- 에스테르 카냐다스
- 혼 코르타하레나
- 블랑카 파디야
- 마리나 페레스

## 음악가

### 고전
- 이사크 알베니스
- 파블로 카살스
- 마누엘 데 파야
- 엔리케 그라나도스
- 알리시아 데 라로차
- 호아킨 로드리고
- 조르디 사발
- 안드레스 세고비아
- 안토니오 솔레르
- 프란시스코 타레가
- 호아킨 투리나
- 토마스 루이스 데 빅토리아
- 파코 데 루시아

### 오페라 가수
- 빅토리아 데 로스앙헬레스
- 몽세라 카바예
- 호세 카레라스
- 플라시도 도밍고
- 카를로스 마린
- 아델리나 파티
- 콘치타 스페르비아

### 가수
- 알라스카 (가수)
- 아나 벨렌
- 다비드 비스발
- 미겔 보세
- 카마롱 데 라 이슬라
- 엔리케 이글레시아스
- 훌리오 이글레시아스
- 글로리아 라소
- 롤라 플로레스
- 롤리타 플로레스
- 샤키라
- 아브라함 마테오
- 아마이아 몬테이로
- 아마이아 로메로
- 조르디 사발
- 알레한드로 산스
- 후안 마누엘 세라
- 차넬 테레로
- 아나 토로하
- 로살리아 (가수)

## 철학자, 휴머니스트
- 알폰소 10세
- 발타사르 그라시안
- 바르톨로메 데 라스 카사스
- 라몬 류이
- 살바도르 데 마다리아가
- 안토니오 데 네브리하
- 호세 오르테가 이 가세트
- 베르나디노 데 사아군
- 조지 산타야나
- 프란시스코 수아레스
- 미겔 데 우나무노
- 후안 루이스 비베스

## 종교
- 도미니코
- 이시도루스 히스팔렌시스
- 이냐시오 데 로욜라
- 십자가의 요한
- 테레사 데 헤수스
- 프란치스코 하비에르
- 성 페테르 베탄쿠르
- 안시에타의 요셉

## 과학기술
- 산티아고 칼라트라바
- 호세 셀레스티노 무티스
- 세베로 오초아
- 산티아고 라몬 이 카할
- 미카엘 세르베투스

## 사회과학자
- 마누엘 카스텔
- 헤수스 우에르타 데소토
- 프란시스코 데 비토리아

## 스포츠

### 운동 선수
- 페르민 카초

### 농구
- 파우 가솔
- 마르크 가솔
- 후안 카를로스 나바로

### 사이클링
- 알베르토 콘타도르
- 미겔 인두라인
- 사무엘 산체스

### 축구
- 이케르 카시야스
- 프란시스코 헨토
- 라울 곤살레스
- 차비 에르난데스
- 안드레스 이니에스타
- 알렉시아 푸테야스
- 페르난도 토레스
- 다비드 비야
- 안도니 수비사레타

### 골프
- 세베 바예스테로스
- 세르히오 가르시아
- 호세 마리아 올라사발
- 욘 람

### 모터스포츠
- 페르난도 알론소
- 마르크 마르케스
- 카를로스 사인스

### 테니스
- 세르지 브루게라
- 후안 카를로스 페레로
- 안드레스 히메노
- 카를로스 모야
- 가르비녜 무구루사
- 라파엘 나달
- 아란차 산체스 비카리오
- 페르난도 베르다스코

## 기타
- 아만시오 오르테가: 기업가